# Johann Christoph Florschütz
Johann Christoph Florschütz, né le 29 mars 1794 à Cobourg et décédé le 8 janvier 1882 dans la même ville est un professeur et compagnon de longue date du prince Albert de Saxe-Cobourg-Gotha et de son frère le prince Ernest.

## Biographie
Johann Christoph Florschütz est le fils d'un professeur de lycée à Cobourg. Il grandit dans l'esprit des Lumières et du libéralisme. Il fréquente le lycée Casimirianum puis, encouragé par son père, étudie la philosophie et la théologie à Iéna. En 1815, il réussit l'examen pour devenir candidat au poste de prédicateur de Cobourg. Pendant une courte période, il est précepteur dans la famille Mensdorff-Pouilly. Finalement, le 4 mai 1823, il est nommé « Conseiller ducal et Prince instructeur » des deux fils du duc Ernest Ier de Saxe-Cobourg et Gotha. En 1826, il est nommé conseille consistorial et reçoit un salaire annuel de 600 florins. Il assure un quotidien régulier et chaleureux aux deux princes dont les parents viennent de divorcer. Il envoie également régulièrement des rapports sur le prince Albert à son oncle, le roi des Belges, Léopold Ier. À l'exception de l'écriture, du dessin et de la musique, Florschütz dispense lui-même tous les cours jusqu'en 1829. Il enseigne ensuite la religion, l'histoire, la géographique, la philosophie et le latin, tout en faisant appel à d'autres professeurs pour d'autres matières. En 1836, il est nommé conseiller privé.

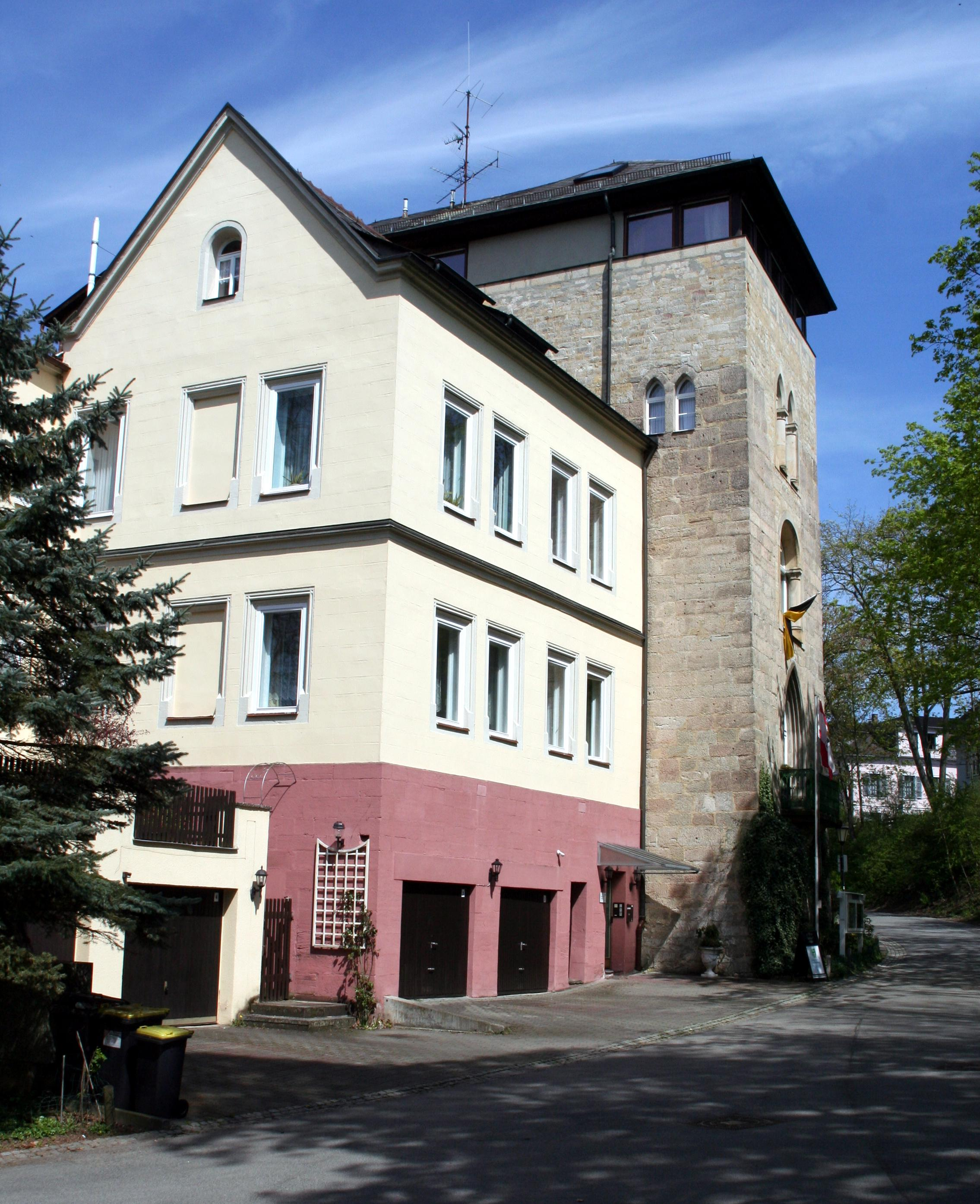
Le Bärenturm, ancien immeuble résidentiel de Florschütz à Cobourg.

Après avoir terminé les cours pour les princes en 1838, Florschütz rejoint l'administration ministérielle ducale avec le titre de Conseil constitutionnel privé avec la spécialité de consultant pour les affaires spirituelles. En 1844, après avoir pris ses fonctions, Ernest II le nomme dans son cabinet privé et lui donne le titre de conseiller de la Conférence privée.
Le 19 février 1838, Florschütz épouse Thérèse, fille du surintendant général de Cobourg Wilhelm August Friedrich Genßler. Ensemble, ils ont une fille.
Les deux princes Albert et Ernest lui font construire une maison à Cobourg. Il reste en correspondance avec le prince Albert après son mariage avec la reine Victoria. Lorsque le prince Albert se rend à Cobourg pour la dernière fois en 1860, il rend visite à Florschütz. Des représentants du duc de Cobourg et de la reine d'Angleterre sont présents à ses funérailles en 1882.

## Distinctions
- Commandant de première classe de l'ordre de la Maison ernestine de Saxe ( Saxe)
- Chevalier de l'ordre du Christ ( Portugal)
- Officier de l'ordre de Léopold ( Belgique)

## Postérité
À Gotha, la rue menant du viaduc au Seeberg est appelée Florschützstraße en l'honneur de Florschütz.